# Pastizales nevadenses de alta montaña
Los pastizales nevadenses de alta montaña (borreguiles) son un tipo de vegetación que se desarrolla en las zonas más altas de Sierra Nevada, España, en el llamado piso bioclimático crioromediterráneo. Aparece por encima de los 2500 metros de altura, y consiste en un tipo de vegetación no leñoso, adaptado a las adversas condiciones climáticas de la zona (aguanta los fuertes vientos de las alturas y la nieve de noviembre a junio), con frecuencia asentada sobre zonas encharcadas por aguas procedentes del deshielo, y con un elevado número de endemismos.
Es un tipo de vegetación con ciertas similitudes con la tundra ártica. Los más destacados son los de las montañas Altái.